# ليزيسكومان
ليس إيسكومينس (بالإنجليزية: Les Escoumins, Quebec)‏ هي بلدية محلية في كيبيك تقع في كندا في Côte-Nord. يقدر عدد سكانها بـ 2,000 نسمة ومساحتها 282.70 كم2 .